# Teleutias fuscus
Teleutias fuscus är en insektsart som beskrevs av Brunner von Wattenwyl 1895. Teleutias fuscus ingår i släktet Teleutias och familjen vårtbitare. Inga underarter finns listade i Catalogue of Life.